# Elecciones estatales de Michoacán de 2007
Las Elecciones estatales de Michoacán de 2007 se llevan a cabo el domingo 11 de noviembre de 2007, y en ellas se renuevan los titulares de los siguientes cargos de elección popular del estado mexicano de Michoacán:
- Gobernador de Michoacán: titular del Poder Ejecutivo del estado, electo para un periodo extraordinario de cuatro años no reelegibles en ningún caso. El candidato electo fue Leonel Godoy Rangel.[1]
- 113 ayuntamientos: formados por un Presidente Municipal, regidores y síndicos, electos para un periodo extraordinario de cuatro años, no reelegibles de manera consecutiva.
- 40 diputados del Congreso del Estado: 24 electos por mayoría relativa en cada uno de los distritos electorales del estado y 16 electo por representación proporcional mediante un sistema de listas, todos para un periodo extraordinario de cuatro años.

## Resultados electorales

### Gobernador
Ocho partidos políticos nacionales con registro en Michoacán podrán registrar candidatos a gobernador, podrán hacerlo de manera individual, formando coaliciones electorales entre dos o más partidos, o registrando candidaturas comunes, es decir registrar a un mismo candidato aunque cada partido compita de manera independiente.
|  | 33.38 % |

|  | 24.30 % |

|  | 37.87 % |

### Ayuntamientos
| Partido/Alianza | Partido/Alianza                                                         | Municipios |
| --------------- | ----------------------------------------------------------------------- | ---------- |
|                 | Partido Acción Nacional                                                 | 6          |
|                 | Partido Acción Nacional Partido Nueva Alianza                           | 5          |
|                 | Partido Revolucionario Institucional                                    | 46         |
|                 | Partido Revolucionario Institucional Partido Verde Ecologista de México | 1          |
|                 | Coalición Por un Michoacán Mejor (PRD, PT, Convergencia)                | 40         |
|                 | Partido Verde Ecologista de México                                      | 1          |
|                 | Partido del Trabajo                                                     | 2          |
|                 | Convergencia                                                            | 2          |
| Fuente:         |                                                                         |            |

#### Ayuntamiento de Morelia
|  | 27.86 % |

|  | 46.65 % |

|  | 22.59 % |

#### Ayuntamiento de La Piedad
- Ricardo Guzmán Romero  Hecho

#### Ayuntamiento de Apatzingán
| Partido/Alianza                                                                                               | Partido/Alianza                                                                                | Candidato                 | Candidato                    | Votos  | Porcentaje |
| --- | ---------------------------------------------------------------------------------------------- | ------------------------- | ---------------------------- | ------ | ---------- |
| | Partido Acción Nacional Nueva Alianza                                                          |                           | Eduardo García Chavira       | 11,771 | 34.38%     |
| | Partido Revolucionario Institucional Partido Verde Ecologista de México                        |                           | Jorge Luis Castañeda         | 9,760  | 28.50%     |
| | Coalición Por un Michoacán Mejor (PRD, PT, Convergencia y Partido Alternativa Socialdemócrata) |                           | Genaro Guízar Valencia Hecho | 11,814 | 34.50%     |
| | Candidatos no registrados                                                                      | Candidatos no registrados | Candidatos no registrados    | 12     | 0.00%      |
| | Nulos                                                                                          | Nulos                     | Nulos                        | 886    | 0.03%      |
| Total |                                                                                                |                           |                              |        |            |
| Fuente: Programa de Resultados Electorales Preliminares de Michoacán con el 98.3% de las casillas computadas. |                                                                                                |                           |                              |        |            |

#### Ayuntamiento de Pátzcuaro
Antonio García Mendoza PRI Ganó
Dr René Ortiz Rosillo PAN

### Diputados

Distribución de los distritos por partido político

| Partido/Alianza                                                                                               | Partido/Alianza                                                                               | Distritos |
| --- | --------------------------------------------------------------------------------------------- | --------- |
| | Partido Acción Nacional                                                                       | 6         |
| | Partido Acción Nacional Partido Nueva Alianza                                                 | 3         |
| | Partido Revolucionario Institucional                                                          | 4         |
| | Partido Revolucionario Institucional Partido Verde Ecologista de México                       | 0         |
| | Coalición Por un Michoacán Mejor (PRD, PT, Convergencia, Partido Alternativa Socialdemócrata) | 11        |
| | Partido Verde Ecologista de México                                                            | 0         |
| | Partido Nueva Alianza                                                                         | 0         |
| | Partido Alternativa Socialdemócrata                                                           | 0         |
| Fuente: Programa de Resultados Electorales Preliminares de Michoacán con el 98.3% de las casillas computadas. |                                                                                               |           |

## Encuestas de salida
| Encuestadora                                   | Fuente | López Orduña | Reyna | Godoy | Méndez |
| ---------------------------------------------- | ------ | ------------ | ----- | ----- | ------ |
| Consulta Mitofsky - Televisa                   | [ 4 ]  | 33.9         | 25.2  | 39.2  | 1.7    |
| Mendoza Blanco y Asociados - Televisión Azteca | [ 5 ]  | 35           | 21    | 40    |        |

## Encuestas preelectorales
| Encuestadora           | Fuente | Fecha                    | López Orduña | Reyna | Godoy | Otro | NS/NC |
| ---------------------- | ------ | ------------------------ | ------------ | ----- | ----- | ---- | ----- |
| Crónica                | [ 6 ]  | 1 de noviembre de 2007   | 30           | 25    | 41    | 2    |       |
| Observatorio Electoral | [ 7 ]  | 1 de noviembre de 2007   | 30           | 25    | 40    | 1    | 6     |
| Reforma                | [ 8 ]  | 1 de noviembre de 2007   | 34.6         | 23.9  | 40.1  | 1.4  | -     |
| El Universal           | [ 9 ]  | 1 de noviembre de 2007   | 35           | 25    | 37    | 3    | -     |
| Consulta Mitofsky      | [ 10 ] | 25 de octubre de 2007    | 31           | 23    | 39    | 0.9  | 8.7   |
| Cambio de Michoacán    | [ 11 ] | 26 de septiembre de 2007 | 32.0         | 27.0  | 36.0  | 1.5  |       |
| Reforma                | [ 12 ] | 23 de septiembre de 2007 | 34.0         | 28.4  | 35.2  | 2.4  | -     |
| Consulta Mitofsky      | [ 13 ] | 18 de septiembre de 2007 | 31.6         | 20.1  | 38.7  | 0.9  | 8.7   |
| Consulta Mitofsky      | [ 14 ] | 23 de agosto de 2007     | 35.9         | 16.9  | 37.4  | 1.1  | 8.7   |

## Reformas electorales

### Primera reforma
Las elecciones para Gobernador correspondientes a 2007 habían sido pospuestas para celebrarse hasta 2009 según un acuerdo político entre el gobierno y las fuerzas políticas del estado y posterior reforma a la constitución, con el fin de empatar los comicios estatales y federales, de esta manera el gobernador sería electo el 6 de julio de 2009, en coincidencia con las Elecciones federales legislativas y tomaría posesión el 10 de septiembre de ese año, mientras tanto sería nombrado un gobernador provisional.
Sin embargo en octubre de 2006 el Partido de la Revolución Democrática y Convergencia se inconformaron con esta reforma e interpusieron ante la Suprema Corte de Justicia de la Nación un recurso de inconstitucionalidad, el Suprema Corte solicitó la intervención del Tribunal Electoral del Poder Judicial de la Federación y este declaró improcedente la reforma.

### Segunda reforma
Como solución ante la invalidación de la reforma electora anterior, el PRD y el PAN han propuesto dos posibles soluciones, que el gobernador electo en el presente proceso electoral ejerza su cargo por únicamente dos años, es decir que se realice un nuevo proceso electoral en julio de 2009, concurrente con las elecciones federales de ese año o que dure cuatro años y medio, y el sucesor sea electo de forma concurrente con las elecciones generales de 2012 sin embargo, el PRI se ha manifestado en contra de cualquiera de las dos soluciones, pidiendo que el periodo sea de seis años.
El 24 de enero de 2007 el PRD acordó negociar con el PAN y el PRI que la reforma electoral sea para que existan dos periodos consecutivos de cuatro años para los siguientes dos gobernadores, de esta manera las elecciones estatales y federales concurrirían en 2015, esta propuesta fue aprobada por unanimidad por el Congreso de Michoacán el 25 de enero de 2007, estableciendo que el gobernador electo el 11 de noviembre de 2007 tomará posesión el día 15 de febrero de 2008 y concluirá el 14 de febrero de 2012, su sucesor asumirá el 15 de febrero de 2012 y concluirá el 30 de septiembre de 2015, a partir del 1 de octubre de 2015 los periodos volverán a ser de seis años; a su vez la misma reforma establece que los Ayuntamientos y la nueva legislatura del Congreso del Estado también serán electos por un periodo de cuatro años.

## Elecciones internas de los partidos políticos
Los partidos políticos definirán y lleverán a cabo sus procesos de elección de candidatos a puestos de elección popular durante los últimos meses de 2006

### Partido Acción Nacional
El PAN fue el primer partido que inició el proceso de selección de candidato a Gobernador, y el primer personaje que manifestó públicamente su intención de ser el candidato fue el presidente municipal de Morelia, Salvador López Orduña, quién formalizó su precandidatura el 20 de enero de 2007.
El 19 de mayo el diputado local Benigno Quezada Naranjo anunció formalmente su intención de buscar la postulación del PAN al gobierno del estado, y el 24 de mayo solicitó oficialmente licencia al Congreso de Michoacán para participar en la contienda interna de su partido, quedando de esta manera dos aspirantes oficiales a la candidatura.
El 23 de mayo de 2007 fue oficialmente emitida la convocatoria para la elección del candidato a Gobernador por el PAN, en ella se estableció que el registro de los candidatos se llevará a cabo antes del 8 de junio y el 28 de julio será la elección interna. El 7 de junio se registró formalmente Benigno Quezada Naranjo, y el día 8 Salvador López Orduña, a quién el día anterior le fue otorgada licencia definitiva al cargo a Alcalde de Morelia.
Aunque la elección interna se tenía prevista para el 28 de julio, ambos precandidatos, López Orduña y Quezada Naranjo, habrían analizado la posibilidad de lograr una candidatura de unidad, hecho que finalmente lograron, cuando el 6 de julio, Benigno Quezada Naranja anunció formalmente su declinación a la búsqueda de la candidatura, dejando como virtual candidato a Salvador López Orduña. Salvador López Orduña protestó formalmente como candidato a Gobernador de Michoacán el 12 de agosto.

### Partido Revolucionario Institucional
El dirigente estatal del PRI, Mauricio Montoya Manzo ha anunciado que el PRI tendría su candidato definido en el mes de abril de 2007. El 28 de febrero el excandidato a Gobernador en las Elecciones de 2001, Alfredo Anaya Gudiño, manifestó su intención de competir una vez más por la candidatura, junto con él manifestaron la intención Fausto Vallejo Figueroa, Ascensión Orihuela Bárcenas y Jesús Reyna García, el partido siempre ha mantenido la búsqueda de una candidatura de unidad, con este fin el 12 de junio los cuatro aspirantes mencionados se reunieron con la Presidenta Nacional del PRI, Beatriz Paredes Rangel, en donde confirmaron dicha intención, así como la de formar alianzas y candidaturas comunes con otras opciones políticas.
El 22 de junio se emitió la convocatoria de la elección de candidato a Gobernador, que estipula que el candidato será electo mediante una Convención de Delegados el 5 de agosto de 2007; las voces internas del PRI señalan como los más probables candidatos a Jesús Reyna García y a Fausto Vallejo Figueroa, sin embargo se menciona insistentemente que este último optaría por ser candidato a Alcalde de Morelia, lo cual le dejaría la candidatura a Gobernador a Jesús Reyna García, quién solicitó licencia como diputado Federal, junto con Ascensión Orihuela Bárcenas a partir del 7 de julio., además, el 6 de julio, Alfredo Anaya anunció que se desiste de la búsqueda de la candidatura. Finalmente el 7 de julio quedó confirmada la postulación como candidato de unidad del diputado federal con licencia, Jesús Reyna García, quién se registró al día siguiente, 8 de julio, como candidato de unidad, con el apoyo de sus tres excontendientes.

### Partido de la Revolución Democrática
En el PRD, partido en el gobierno que buca refrendar su triunfo, han manifestado públicamente su interés en la candidatura al gobierno del estado: Leonel Godoy Rangel, Enrique Bautista Villegas, Serafín Ríos Álvarez y Cristóbal Arias Solís, entre otros; siendo Arias Solís el primero en iniciar formalmente los trabajos de su precandidatura.
El 28 de enero de 2007 se hizo pública una nueva precandidatura, la de Raúl Morón Orozco, líder magisterial, que fue postulado por la corriente Alianza por la Unidad Democrática, del propio PRD y el 25 de febrero la del senador Silvano Aureoles Conejo.
El proceso establece la realización de dos encuestas, cuyos resultados serán dados a conocer únicamente a los siete precandidatos, y de estos resultados, únicamente los tres con mayores preferencias irán a la elección interna.
De acuerdo con el proyecto de convocatoria para la elección de candidato a gobernador, el proceso de registros de los aspirantes será del 19 al 23 de mayo de 2007.
El diputado federal Antonio Soto Sánchez anunció que retiraba sus aspiraciones a la candidatura del PRD a gobernador el 17 de mayo y el 19 de mayo se registraron formalmente ante el comité estatal los seis precandidatos a la gubernatura.
Para la conducción del proceso interno, el Comité Ejecutivo Nacional del PRD ha nombrado como su representante en Michoacán a Horacio Duarte, quien sin embargo recibió acusaciones de favorecer la candidatura de Leonel Godoy.
El domingo 24 de junio se llevó a cabo la elección interna del PRD, al darse a conocer los conteos rápidos y encuestas de salida se declaró ganador de la contienda, aunque sin ofrecer aún cifras, y al día siguiente, Enrique Bautista Villegas, su principal contendiente reconoció su derrota y la victoria de Rangel, quedando éste oficialmente con el candidato del PRD a la Gubernatura. Sin embargo, el 27 de junio Enrique Bautista, Raúl Morón, Cristóbal Arias y Silvano Aureoles Conejo impugnaron los resultados de la elección, demandando de parte del coordinador del proceso electoral, Horacio Duarte, un nuevo recuento de actas, lo cual atrasó la entrega de la constancia oficial como ganador de la elección a Leonel Godoy, lo cual finalmente ocurrió ese mismo día a las 21.50.
| Precandidato              | Votos   | %      |
| ------------------------- | ------- | ------ |
| Cristóbal Arias Solís     | 5,511   | 3.0    |
| Silvano Aureoles Conejo   | 26,390  | 13.0   |
| Enrique Bautista Villegas | 60,487  | 31.0   |
| Leonel Godoy Rangel       | 76,521  | 39.0   |
| Raúl Morón Orozco         | 24,392  | 12.0   |
| Serafín Ríos Álvarez      | 3,687   | 2.0    |
| Nulos                     | 10,515  |        |
| Total                     | 207,503 | 100.00 |
| Fuente: Milenio           |         |        |

### Partido del Trabajo
El 8 de junio, el PT presentó formalmente como su precandidato a la gubernatura a Gerardo Dueñas Bedolla, sin embargo, anunció de la misma manera que mantenpia sus intenciones de negociar con otros partidos la posibilidad de una candidatura común. Esto se concretó el 18 de julio, cuando el PT resolvió registrar como precandidato al ya candidato del PRD Gobernador, Leonel Godoy Rangel.

### Partido Verde Ecologista de México
Inicialmente el PVEM había entablado negociaciones tanto con el PRI como con el PRD para la posibilidad de formar una coalición o postular un candidato común, ante el resultado nulo de estas negociaciones, el 1 de agosto de 2007 Alejandro Méndez López, Diputado al Congreso de Michoacán por el PVEM, anunció la postulación de registrarse como precandidato de su partido a Gobernador, y fue registrado formalmente como candidato el 18 de agosto.
Sin embargo y a escasos 6 días de las elecciones el candidato del PVEM, anunció a los medios su declinación a Favor de la candidatura de Leonel Godoy del PRD. Señalando que las candidaturas a presidencias municipales y Diputaciones si irán como PVEM sin declinar a favor de ningún candidato.

### Convergencia
El 24 de julio de 2007, se hizo público el acuerdo por el cual el PRD y Convergencia llegaban al acuerdo de postular como candidato común a Gobernador a Leonel Godoy Rangel, con lo cual procedió su registro como precandidato de dicho partido, lo cual se verificó formalmente el 27 de julio.

### Partido Nueva Alianza
El PANAL declaró que en primera instancia que participará en las elecciones de forma individual, aunque sin descartar las posibilidades de una alianza, que de darse la posibilidad, analizará, así mismo se llegó a mencionar la posibilidad de postular al excandidato priista Alfredo Anaya Gudiño.
El 11 de julio de 2007 el PANAL emitió formalmente su convocatoria para el registro de aspirantes a puestos de elección popular en el presente proceso electoral, anunciándose de la misma manera, que se han tenido acercamientos con el PRI, respecto la posibilidad de ir con una candidatura común. Por finalmente el 30 de julio, se anunció la postulación de Salvador López Orduña como candidato a Gobernador, bajo la figura de candidato común con el PAN. Siendo ratificado por el Consejo Político del PANAL el 1 de agosto.

### Partido Alternativa Socialdemócrata y Campesina
Alternativa ha anunciado su intención de participar con candidato propio a la gubernatura, además de postular a los 113 ayuntamientos y 25 diputaciones de mayoría. Debido a lo cual se registró inicialmente como precandidata a Gobernadora su militante Zoila Servín Heredia, sin embargo, las negociaciones con el PRD para una candidatura de unidad tuvieron como resulta el registró como precandidato de Leonel Godoy Rangel el 10 de agosto y fue formalmente ratificado como tal el 15 de agosto.